# Marina Gonczarowa
Marina Wasiljewna Gonczarowa (ros. Марина Васильевна Гончарова; ur. 26 kwietnia 1986 w Kemerowie) – rosyjska lekkoatletka, wieloboistka.

## Osiągnięcia
- brązowy medal mistrzostw świata juniorów młodszych (Sherbrooke 2003)
- 7. miejsce w halowych mistrzostwach świata (Doha 2010)
- 6. miejsce w halowych mistrzostwach Europy (Paryż 2011)

## Rekordy życiowe
- siedmiobój lekkoatletyczny - 6319 pkt (2008)
- pięciobój lekkoatletyczny (hala) - 4605 pkt (2010)